# グランドクル郡
グランドクル郡（グランドクルぐん、英語: Grand Kru County）は西アフリカリベリアにある15ある郡（County）の中の1郡である。リベリア南東部に位置し、面積は3,894平方キロメートル、人口は109,342人（2022年国勢調査）、中心地はバークレービル。
1984年、メリーランド郡から分離し成立した。

## 隣接行政区画
- シノエ郡
- リバージー郡
- メリーランド郡

## 下位行政区画
グランドクル郡は4地区（District）に分かれている。
- ブア地区（Buah District）
- ロワークル地区（Lower Kru Coast District）
- サスタウン地区（Sasstown District）
- アッパークル地区（Upper Kru Coast District）

## 住民
リベリア先住民部族のクル族とクル語系を話すグレボ族が住み、彼らは現地語と英語が混ざりあったリベリア英語を話す。